# Autódromo Yucatán
El Autódromo Yucatán o Autódromo Emerson Fittipaldi es una pista de carreras de automovilismo y motociclismo en el Municipio de Progreso, estado de Yucatán, México, al norte de la ciudad de Mérida. Fue inaugurado en 2017 por el excampeón de Fórmula 1 Emerson Fittipaldi. El autódromo ha recibido a seriales como el Campeonato de Tractocamiones, el Gran Turismo Mexico, el Campeonato NACAM de Fórmula 4, la MexBike Series y el Campeonato Nacional de Velocidad Mexicano.

## Historia
El circuito fue una creación de Javier Montero Azuara, un empresario veracruzano radicado ahora en Yucatán, el circuito abrió en 2017 con un costo de 51 millones de pesos.
La pista se inauguró con una ronda de la serie Sudamericana de Fórmula Ford en enero de 2017, a la que asistió el propio Emerson Fittipaldi. Desde entonces, la pista ha albergado más rondas de la serie, junto con carreras locales de superbikes.

## Trazado
La pista tiene una longitud de 3,340 metros y se encuentra a ocho metros sobre el nivel del mar. Cuenta, además con la recta principal de 750 metros y 15 metros de ancho, que disminuye a 12 metros en la otra parte del circuito. Los peraltes en las curvas van de 5% a 3 por ciento.

## Ganadores

### Campeonato NACAM de Fórmula 4
| Año  | Piloto               | Equipo              |
| ---- | -------------------- | ------------------- |
| 2018 | Igor Fraga           | Prop Car Racing     |
| 2018 | Moisés de la Vara    | Scuderia Martiga EG |
| 2018 | Igor Fraga           | Prop Car Racing     |
| 2020 | Noel León            | Ram Racing          |
| 2020 | Andrés Pérez de Lara | Telcel RPL Racing   |
| 2020 | José Garfias         | Telcel RPL Racing   |